# 千葉県道292号犬成海士有木線
千葉県道292号犬成海士有木線（ちばけんどう292ごう いぬなりあまありきせん）は、千葉県市原市犬成から市原市海士有木に至る一般県道である。

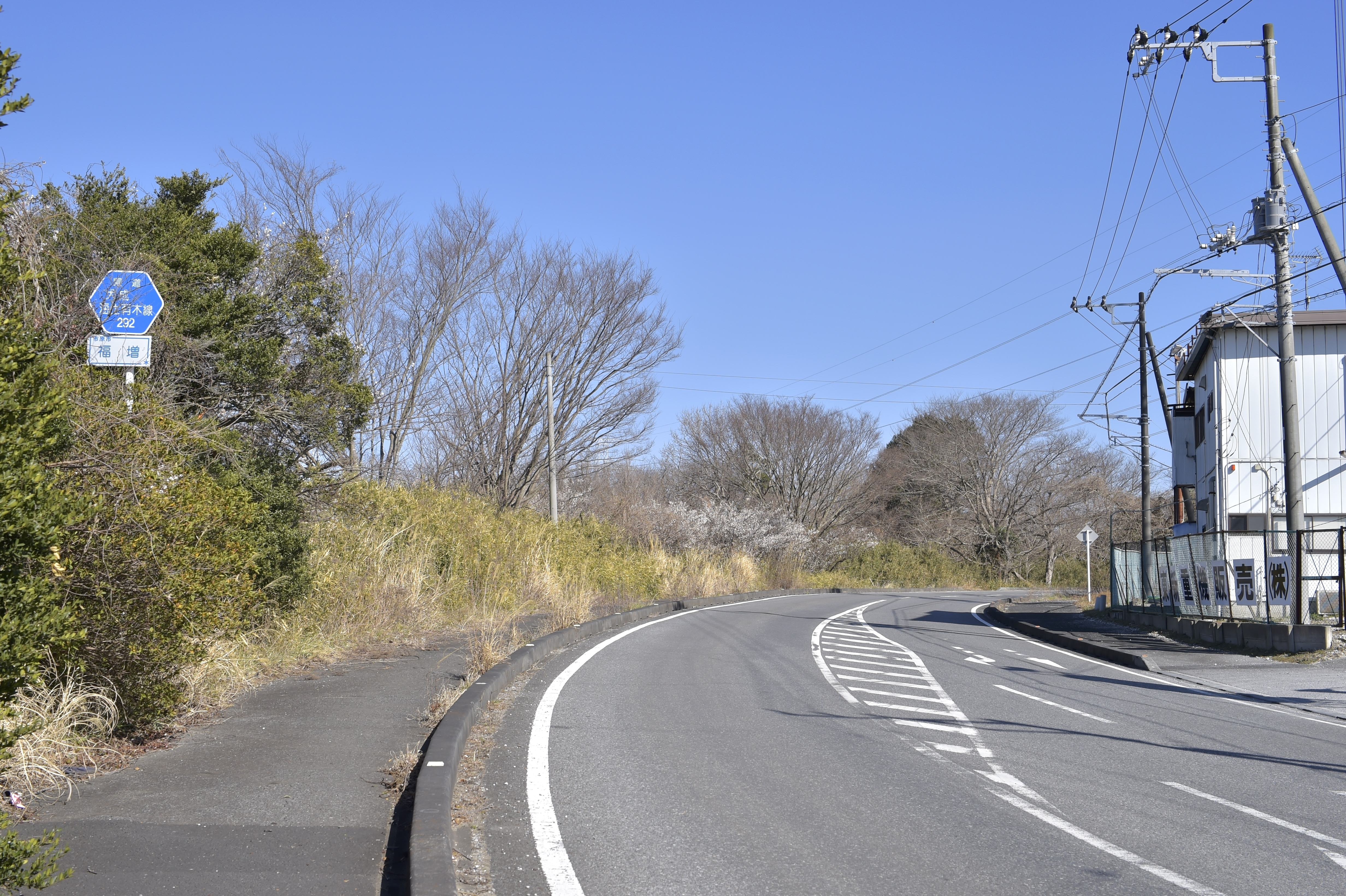
千葉県道292号犬成海士有木線
市原市福増（2023年2月）

## 概要
- 起点：市原市犬成[1]（犬成交差点、千葉県道14号千葉茂原線交点）
- 終点：市原市海士有木[1]（海士有木交差点、国道297号交点）
- 総延長：8.387 km（市原土木事務所管内：8.387 km）
- 重用延長：なし（市原土木事務所管内：0.0 km）
- 実延長：8.387 km（市原土木事務所管内：8.387 km[1]）

## 交通状況
- 平成22年（2010年）度での、犬成海士有木線の交通データについて、以下の通りになっている[2]。
  - 24時間自動車類交通量では上下合計で、小型車1,910台、大型車160台、合計2,070台である。
  - 幅員構成については、道路部幅員13.10m、車道部幅員6.00m、車道幅員5.00m、歩道部幅員は上り3.00m、下り3.10m。車線数は2車線である。

（いずれも観測地点市原市勝間201）

## 地理

### 通過する自治体
- 千葉県
  - 市原市

### 交差する道路
- 千葉県道14号千葉茂原線 - 市原市犬成（犬成交差点、起点））
- 国道297号 - 市原市海士有木（海士有木交差点、終点）